# Fårörarna
Fårörarna är en ö i Finland.   Den ligger i landskapet Österbotten, i den västra delen av landet, 400 km nordväst om huvudstaden Helsingfors.
Fårörarna sitter delvis ihop med Äspskäret i norr. Sundet mellan öarna har torkat ut och bildat en glosjö. Ytterligare en liten sjö finns ungefär mitt på ön. Udden längst i väster heter ”Port Sydväst”. Mellan Fårörarna, Äspskäret och Hingsmasören ligger en skyddad naturhamn kallad ”Korshamn”.
Förutom Äspskäret i norr och Hingsmasören i nordväst har Fårörarna Äspskärsfjärden i öster och öarna Torskäret, Tvåklobbören och Gjusgrund bortom den. I söder ligger Fårörgrund och i söder och väster Korshamnsfjärden.